# Мартиньи (Швейцария)
Мартиньи́ (фр. Martigny, франкопров. Martegné, нем. Martinach, лат. Octodurus, Forum Claudii Vallensium, Martiniacum) — коммуна в Швейцарии, является франкоязычной столицей округа Мартиньи в кантоне Вале. Он расположен на пересечении дорог, связывающих Италию , Францию и Швейцарию. Одна дорога связывает его через перевал Большой Сен-Бернар с Аостой (Италия), другая через перевал Коль де ла Форкля ведет в Шамони (Франция). Зимой Мартиньи пользуется популярностью из-за многочисленных близлежащих горнолыжных курортов Альп, таких как Вербье.

## География

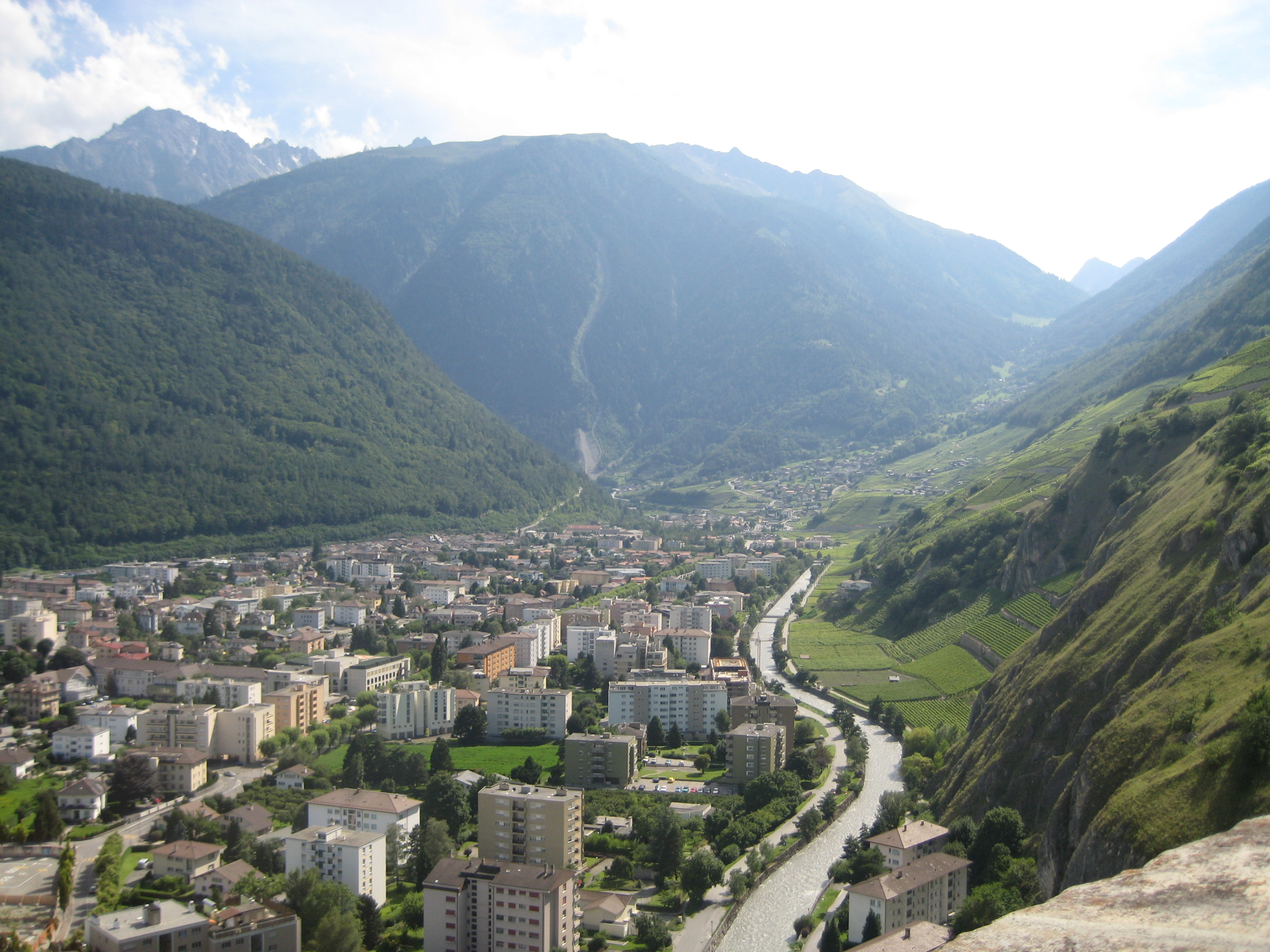
Город в долине Роны

Мартиньи расположен на высоте 471 м около 33 км к юго-юго-востоку от Монтре. Он находится на восточном краю долины Роны, у подножия Швейцарских Альп, и расположен в точке, где юго-западное течение Роны поворачивает на 90 градусов к северу и направляется к впадению в Женевское озеро. Река Дрансе стекает с Альп и впадает в Рону именно здесь.

## Этимология
Название Октодур явно кельтского происхождения. Вторая часть имени, Дур, означает воду. Первая часть непереводима, возможно, является несколько искажённой формой.

## История
История Мартиньи продолжается 2000 лет: свой след оставили кельтские племена, римляне, войска Наполеона. Восстановленный римский амфитеатр, храмы, жилые кварталы и термальные бани можно увидеть в Мартиньи и сегодня. Кроме того, Мартиньи был резиденцией первого епископа в Швейцарии. В городе сохранились исторические районы Ла-Батьяз и Вье-Бург, со своими церквями и светскими зданиями.

### Октодурум

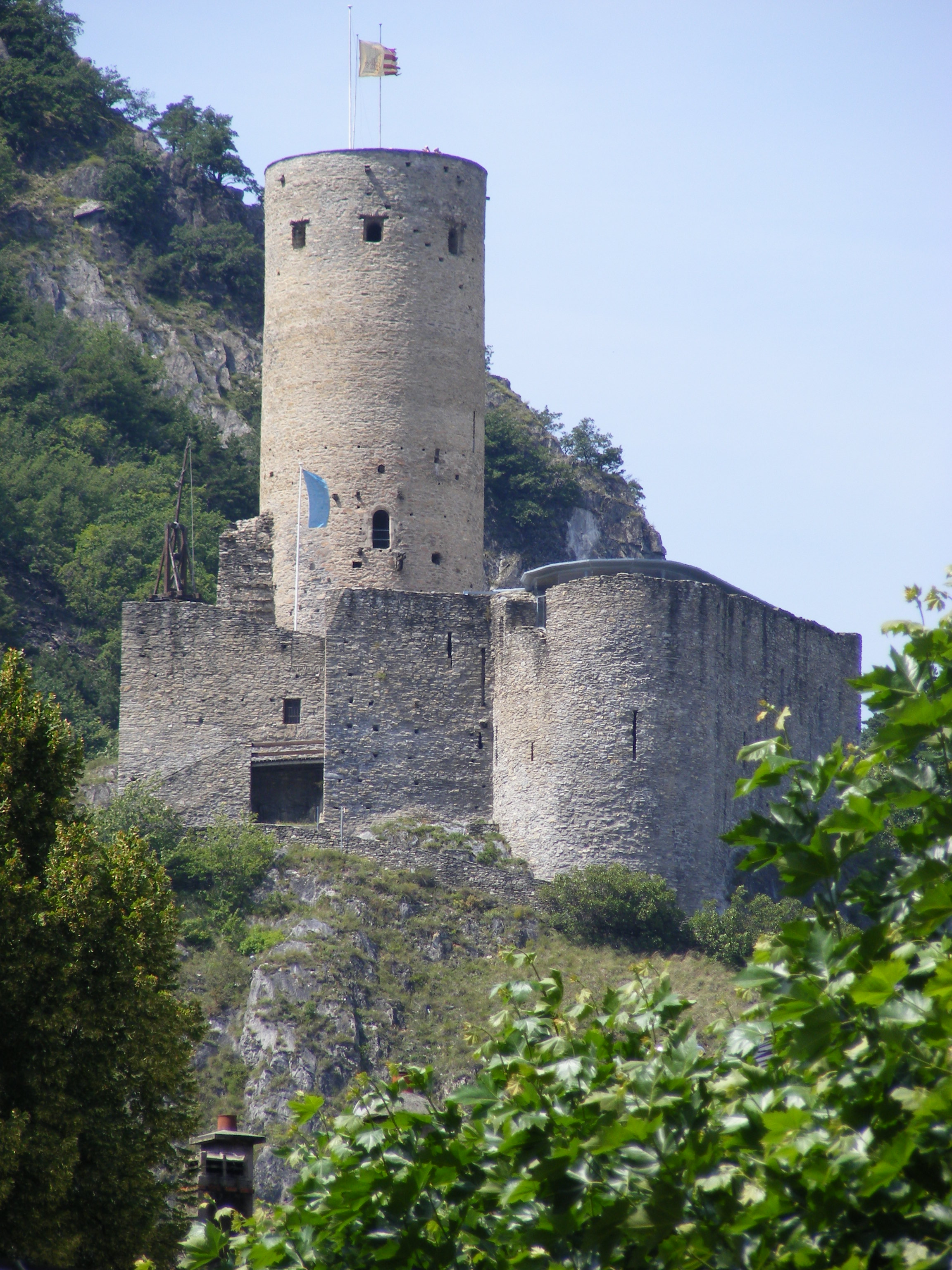
Château de la Bâtiaz

В I веке до н. э. нынешний Мартиньи был оппидумом, или викусом кельтского племени варагры и носил название Октодурус или Октодурум. Когда Юлий Цезарь был в Галлии (57-56 до н. э.), он послал Сервия Гальбу с двенадцатым легионом и конницу в страну племен нантуатов, варагров и седунов. Его целью было освободить проход через Альпы — перевал Большой Сен-Бернар, при проходе по которому меркаторы подвергались большому риску и несли большие потери. Местные жители разрешали проход римским купцам, потому что, если бы они забирали слишком много или жестоко обращались с купцами, те бы больше не пришли. Гальба, захватив много местных опорных пунктов и получив покорность населения, направил свои войска в страну нантуатов, и с оставшейся армией остался зимовать в Октодуруме.
Октодурум находился в долине и, не имея обширных земель по соседству, был ограничен со всех сторон очень высокими горами. Цезарь говорил, что город Октодурус был разделен на две части рекой, но не упоминал название реки, предполагается что это Дрансе. В одной части города расположились галлы, а во второй — войска Гальбы. Он укрепил свои позиции рвом и валом, и посчитал, что он в безопасности. Однако был внезапно атакован галлами прежде, чем его оборонительные сооружения были полностью готовы и всё снаряжение было доставлено в лагерь. Римляне упорно защищались в течение 6 часов, после чего, видя, что они больше не могут сдержать противника, совершили успешную вылазку. После этого Гальба снял свои войска, и направился через страну нантуатов, достиг земли аллоброгов, где и перезимовал.
Римляне оценили количество галлов более чем в 30 000, и, по словам Цезаря, более чем третья часть их была уничтожена. Столь огромное уничтожение сил противника дает повод усомниться в достоверности слов Цезаря, или Гальба, который сделал свой доклад командиру. Кроме того, что долина недостаточно широка, чтобы провести в Мартиньи войско в 30 000 человек. Ошибка может быть как в количестве нападавших, так и в числе тех, кто погиб.

### В составе Римской империи

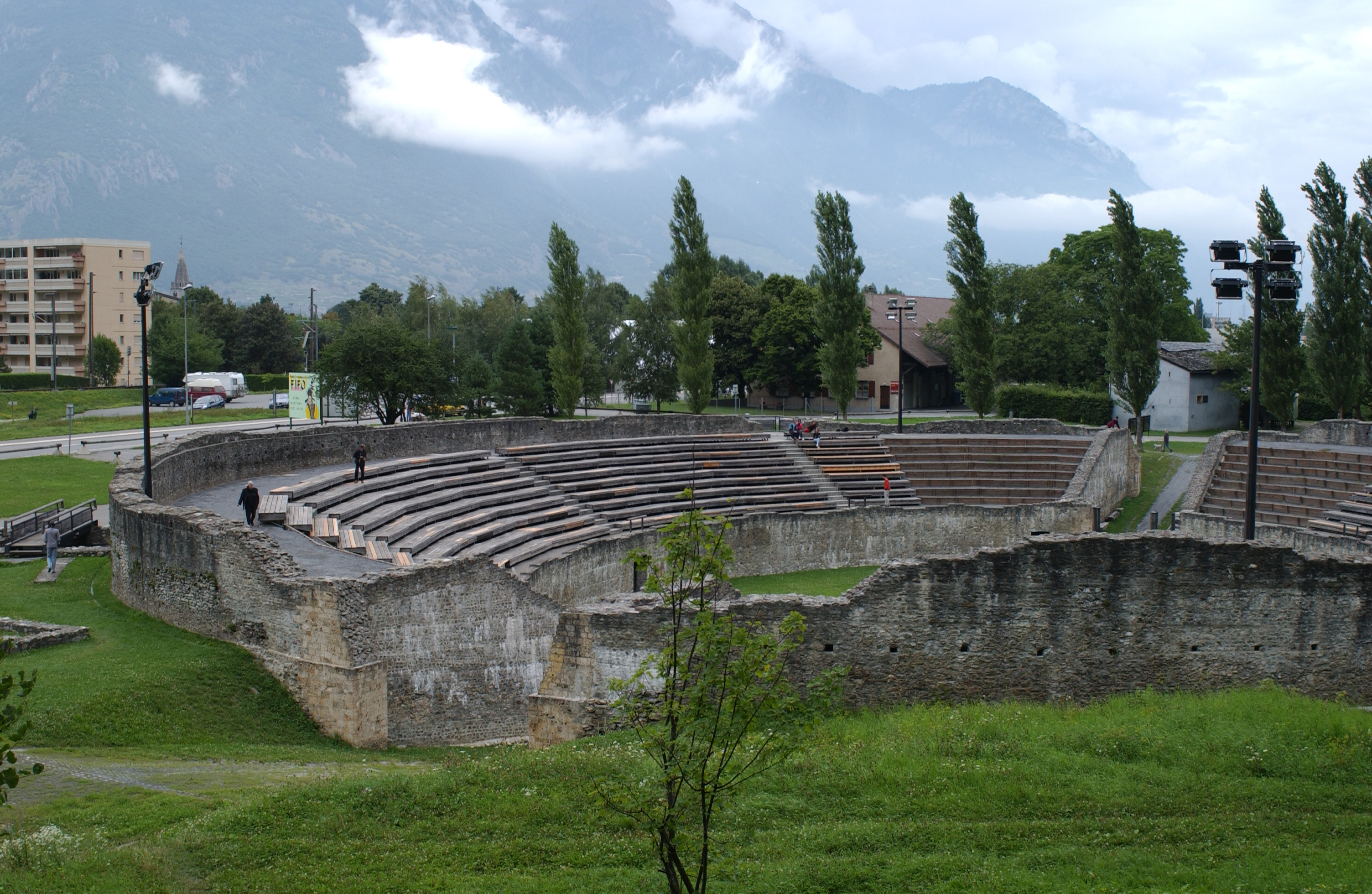
Амфитеатр

Область вошла в состав Римской империи. В 47 году н. э., император Клавдий основал Форум Клавдия Августа, позднее ставший Форумом Клавдия Валленсиум, чтобы избежать путаницы с другим городом. Октодурус был столицей округа до переезда в 4-м веке н. э. епископства в Сьон. Город упоминается в итинерарии Антонина, путевом указателе того времени) и в Пейтингеровой таблице. Город находился на римском пути от Августа Претория (современная Аоста).
В Мартиньи найдены остатки римского акведука, монеты и другие характерные знаки римского времени.

### Зондербунд
В 1845-47 годах была предпринята попытка группы католических кантонов Швейцарии отделиться от неё и сформировать католическую конфедерацию Зондербунд. Вале должно было стать частью Зондербунда. В 1847 году генерал Анри Дюфур с 97 тысячами федеральных войск помешал отделению в относительно бескровном противостоянии против чуть меньшей повстанческой армии в так называемой войне Зондербунда.
В настоящее время город является частью региона Шабле, который включает швейцарские Во к востоку от Роны и Вале к западу от неё, а также французскую Савойю.

## Культура

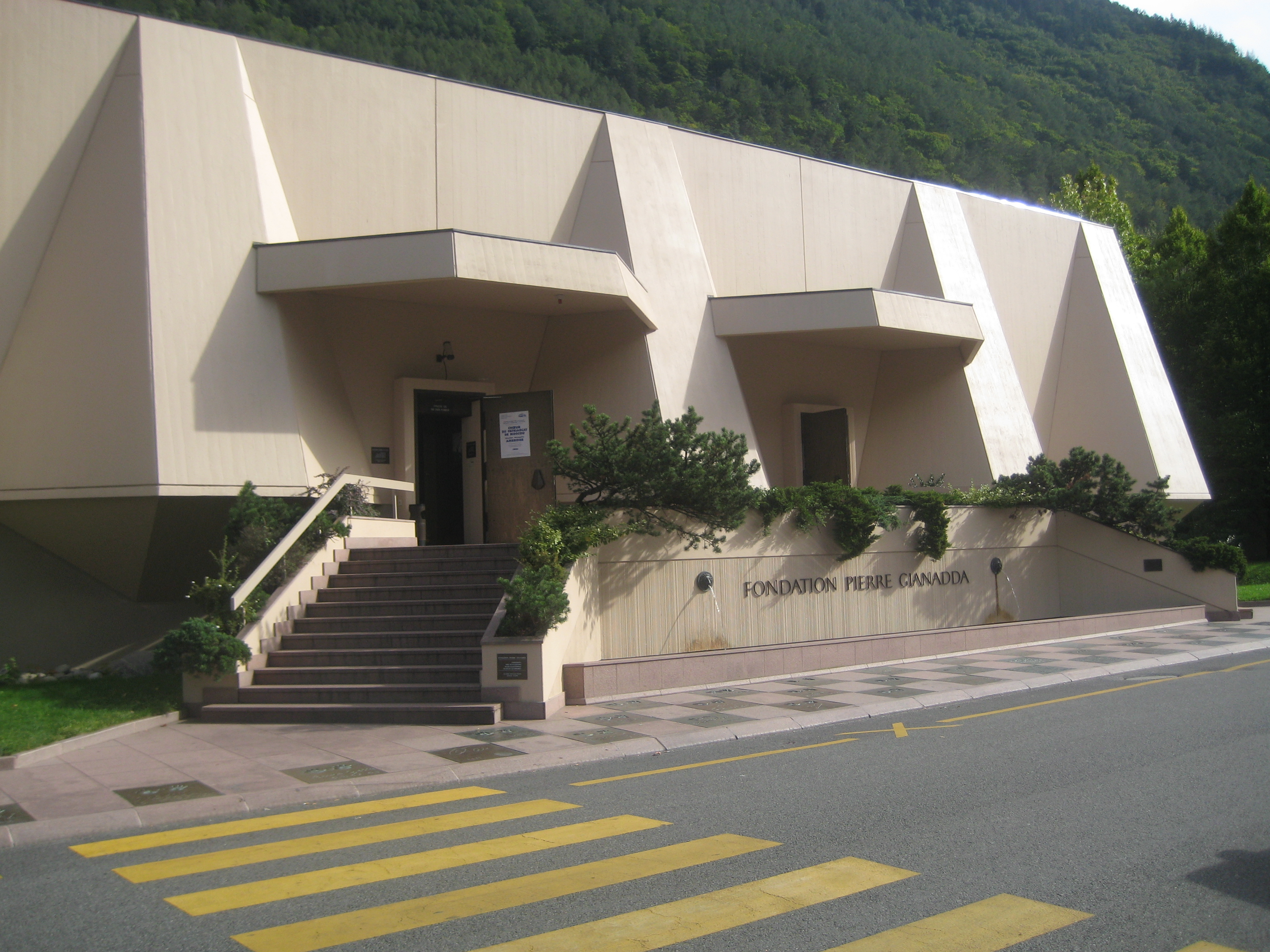
Здание фонда

Римляне оставили много археологических памятников в Мартиньи. Город известен своими амфитеатром, который был восстановлен в 1978 году. В начале осени в нём проходят бои коров. В городе расположен музей Фонда Пьера Джанадда (Pierre Gianadda Foundation). Его здание было построено вокруг остатков бывшего римского храма. В фонде расположен автомобильный музей, кроме того фонд ежегодно устраивает 3 художественные выставки с работами известных мастеров. В городе также расположен Музей сенбернара.

## Экономика и сельское хозяйство
В Мартиньи находятся штаб-квартиры Groupe Mutuel и часовой марки 121time. Относительно теплое солнце Вале (для Швейцарии) является идеальным для выращивания клубники, абрикосов, спаржи, винограда, которые растут на прилегающих холмах и крутых склонах. Город окружен виноградниками, фруктовыми садами и полями и известен своей гастрономией, которая представлена во многих ресторанах и гостиницах региона.

## Персоналии
В городе родились такие известные личности как Паскаль Кушпен, президент Швейцарии в 2003 и 2008 годах, и Стефан Ламбьель, двукратный чемпион мира по фигурному катанию. В городе проживает Паскаль Жерар, пятикратный вице-чемпион мира по армрестлингу, обладатель кубка "Немиров" 2008 по армрестлингу.

## Панорама

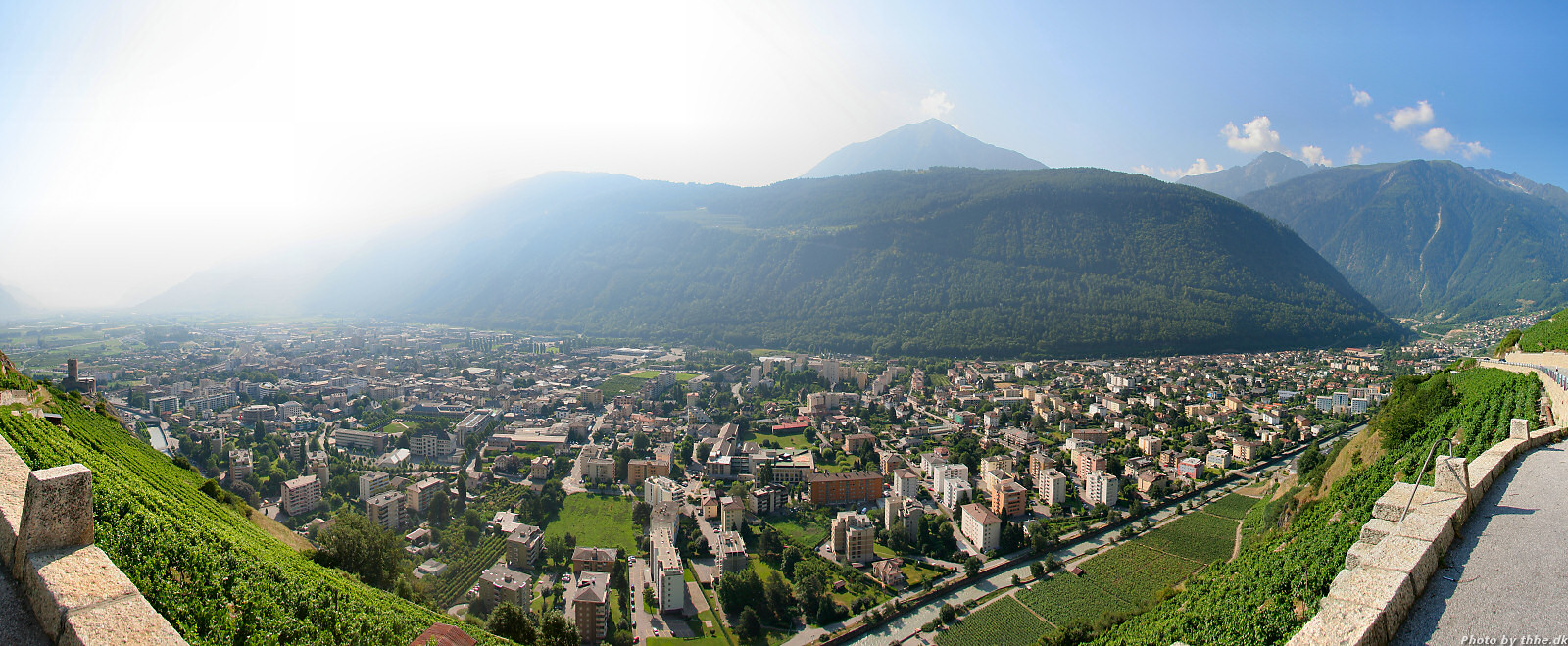
Панорама города